# كولينسفيل
كولينسفيل (بالإنجليزية: Collinsville)‏ هي مدينة أمريكية تقع في ولاية ألاباما.تبلغ مساحة هذه المدينة 9.1 (كم²)،ويبلغ عدد سكانها 1983 نسمة حسب إحصاء سنة 2010 م.

## التركيبة السكانية
حدّد مكتب تعداد الولايات المتحدة بيانات التركيبة السكانية لكولينسفيل في تعداد الولايات المتحدة. في ما يلي، التركيبة السكانية حسب تعدادي 2000 و2010.

### تعداد عام 2000
بلغ عدد سكان كولينسفيل 1,644 نسمة بحسب تعداد عام 2000، وبلغ عدد الأسر 565 أسرة وعدد العائلات 367 عائلة مقيمة في البلدة. في حين سجلت الكثافة السكانية 186.8 نسمة لكل كيلومتر مربع (483.8/ميل2). وبلغ عدد الوحدات السكنية 629 وحدة بمتوسط كثافة قدره 71.5 لكل كيلومتر مربع (185.2/ميل2).
وتوزع التركيب العرقي للبلدة بنسبة 63.32% من البيض و16.18% من الأمريكيين الأفارقة و1.52% من الأمريكيين الأصليين و0.85% من الأمريكيين ذوي الأصول الآسيوية و13.99% من الأعراق الأخرى و4.14% من عرقين مختلطين أو أكثر و23.48% من الهسبانيون أو اللاتينيون من أي عرق.
بلغ عدد الأسر 565 أسرة كانت نسبة 35.6% منها لديها أطفال تحت سن الثامنة عشر تعيش معهم، وبلغت نسبة الأزواج القاطنين مع بعضهم البعض 40.4% من أصل المجموع الكلي للأسر، ونسبة 18.2% من الأسر كان لديها معيلات من الإناث دون وجود شريك، بينما كانت نسبة 6.4% من الأسر لديها معيلون من الذكور دون وجود شريكة وكانت نسبة 35% من غير العائلات. تألفت نسبة 29.4% من أصل جميع الأسر من عدة أفراد يعيشون في نفس المنزل ونسبة 15.2% كانت تتألف من شخص يعيش بمفرده يبلغ من العمر 65 عاماً أو أكثر. وبلغ متوسط حجم الأسرة المعيشية 2.62، أما متوسط حجم العائلات فبلغ 3.20.
بلغ العمر الوسطي للسكان 36.0 عاماً. وكانت نسبة 24.1% من القاطنين تحت سن الثامنة عشر، وكانت نسبة 10.3% بين الثامنة عشر والرابعة والعشرين عاماً، ونسبة 24.2% كانت واقعةً في الفئة العمرية ما بين الخامسة والعشرين والرابعة والأربعين عاماً، ونسبة 18.5% كانت ما بين الخامسة والأربعين والرابعة والستين، ونسبة 12.8% كانت ضمن فئة الخامسة والستين عاماً فما فوق. يوجد لكل 100 أنثى 100.0 ذكر، ويوجد لكل 100 أنثى في الثامنة عشر من عمرها فما فوق 96.4 ذكر.
بلغ متوسط دخل الأسرة في البلدة 21,888 دولارًا، أما متوسط دخل العائلة فبلغ 27,159 دولارًا. وكان متوسط دخل الذكور 20,114 دولارًا مقابل 16,506 دولارًا للإناث. وسجل دخل الفرد الخاص بالبلدة 13,065 دولارًا. وكانت نسبة 22.3% من العائلات ونسبة 26.1% من السكان تحت خط الفقر، وكان من هؤلاء نسبة 35.5% تحت سن الثامنة عشر ونسبة 27% في الخامسة والستين من العمر وما فوق.

### تعداد عام 2010
بلغ عدد سكان كولينسفيل 1,983 نسمة بحسب تعداد عام 2010، وبلغ عدد الأسر 596 أسرة وعدد العائلات 430 عائلة مقيمة في البلدة. في حين سجلت الكثافة السكانية 225.3 نسمة لكل كيلومتر مربع (583.5/ميل2). وبلغ عدد الوحدات السكنية 706 وحدة بمتوسط كثافة قدره 80.2 لكل كيلومتر مربع (207.7/ميل2).
وتوزع التركيب العرقي للبلدة بنسبة 47.81% من البيض و9.03% من الأمريكيين الأفارقة و1.11% من الأمريكيين الأصليين و0.10% من الأمريكيين ذوي الأصول الآسيوية و2.12% من سكان جزر المحيط الهادئ و36.81% من الأعراق الأخرى و3.03% من عرقين مختلطين أو أكثر و43.12% من الهسبانيون أو اللاتينيون من أي عرق.
بلغ عدد الأسر 596 أسرة كانت نسبة 44.8% منها لديها أطفال تحت سن الثامنة عشر تعيش معهم، وبلغت نسبة الأزواج القاطنين مع بعضهم البعض 45.3% من أصل المجموع الكلي للأسر، ونسبة 19% من الأسر كان لديها معيلات من الإناث دون وجود شريك، بينما كانت نسبة 7.9% من الأسر لديها معيلون من الذكور دون وجود شريكة وكانت نسبة 27.9% من غير العائلات. تألفت نسبة 23.7% من أصل جميع الأسر من عدة أفراد يعيشون في نفس المنزل ونسبة 9.1% كانت تتألف من شخص يعيش بمفرده يبلغ من العمر 65 عاماً أو أكثر. وبلغ متوسط حجم الأسرة المعيشية 3.02، أما متوسط حجم العائلات فبلغ 3.50.
بلغ العمر الوسطي للسكان 31.0 عاماً. وكانت نسبة 27% من القاطنين تحت سن الثامنة عشر، وكانت نسبة 12.2% بين الثامنة عشر والرابعة والعشرين عاماً، ونسبة 27.1% كانت واقعةً في الفئة العمرية ما بين الخامسة والعشرين والرابعة والأربعين عاماً، ونسبة 16.9% كانت ما بين الخامسة والأربعين والرابعة والستين، ونسبة 16.8% كانت ضمن فئة الخامسة والستين عاماً فما فوق. وتوزع التركيب الجنسي للسكان بنسبة 49.6% ذكور و50.4% إناث.